# Минамото-но Ёсиясу
Минамото-но Ёсиясу (яп. 源 義康, 1127 — 7 июля 1157) — самурай, сын Минамото-но Ёсикуни и родоначальник рода Асикага, боковой линии рода Минамото. В 1156 году принял участие в смуте Хогэн в Киото с силами императора Го-Сиракава против дайдзё тэнно Сутоку.